# اچ‌ام‌سی‌اس کالینگوود (کی۱۸۰)
اچ‌ام‌سی‌اس کالینگوود (کی۱۸۰) (به انگلیسی: HMCS Collingwood (K180)) یک کشتی بود که طول آن ۲۰۵ فوت (۶۲٫۴۸ متر) بود. این کشتی در سال ۱۹۴۰ ساخته شد.